# بخش شهمیرزاد شهرستان مهدیشهر
بخش شهمیرزاد یکی از بخش های شهرستان مهدیشهر در استان سمنان ایران است. بنابر سرشماری مرکز آمار ایران، جمعیت آن در سال ۱۳۹۵ برابر با ۱۱٬۱۹۱ نفر بوده‌است.

## تقسیمات کشوری
- بخش شهمیرزاد
- شهر شهمیرزاد
  - دهستان پشتکوه به مرکزیت فولادمحله و روستاهای سرخده، ملاده، پرور، ده‌صوفیان، تلاجیم، تمام‌کوه، رودبارک بالا، رودبارک پایین، مزرعه سراور، شلی، فینسک، کاورد
  - دهستان چاشم به مرکزیت چاشم و روستاهای خطیرکوه، اساران، حمیدیه، دزگره افشار پایین، دشت گنبد، آرتت، دشت سفید و هیکوه

شهرها: شهمیرزاد

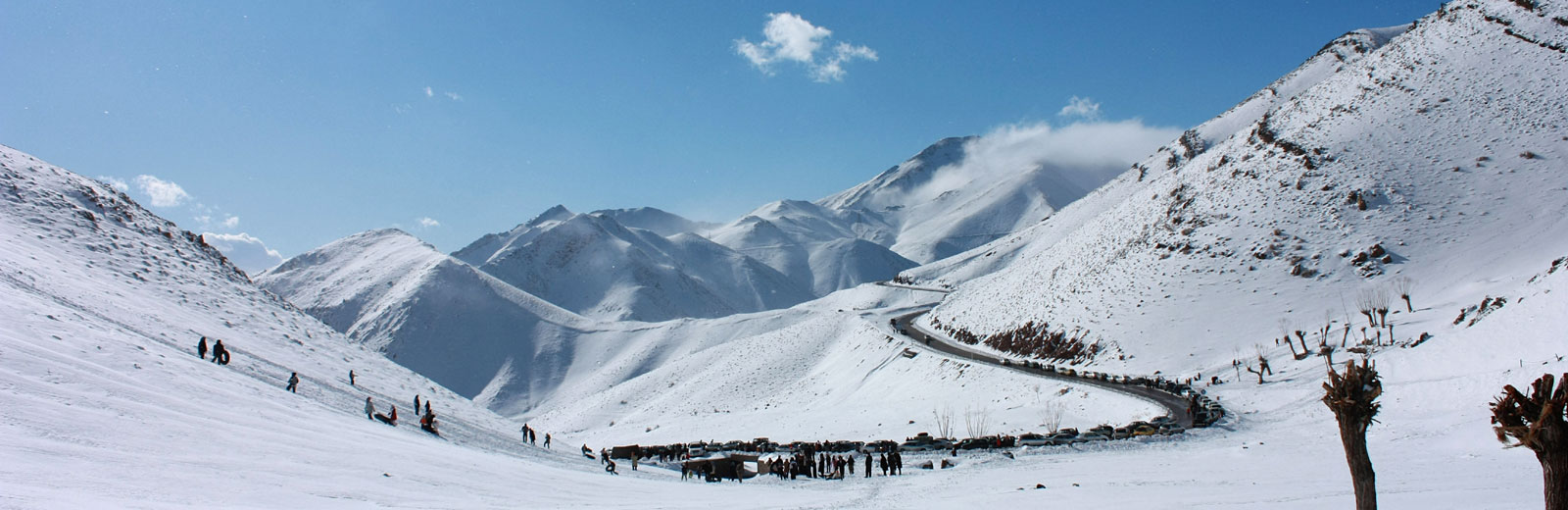
کوه‌های البرز در شمال بخش شهمیرزاد

شَهمیرزاد (به گویش شهمیرزادی: شامرزا) شهری در شمال استان سمنان است. این شهر از نظر گردشگری، تاریخی و کشاورزی دارای اهمیت می‌باشد. ارتفاع مرکز شهمیرزاد از سطح دریا ۱۹۳۵ متر می‌باشد. این شهر از طبیعتی زیبا و پوشش گیاهی سرسبز تشکیل شده است و میانگین دمای سالیانه آن ۱۱ درجه سانتیگراد است که بین ۱۶ درجه زیر صفر سردترین و ۳۴ درجه بالای صفر در گرمترین ماه سال متغیر است. سرسبزی، وجود باغات و چشمه سارهای متعدد و آب و هوای مطبوع این شهر و واقع شدن در استان کویری سمنان، باعث شده است این شهر به بهشت کویر شهرت پیدا کند.

## تاریخچه تقسیمات کشوری[ویرایش]
شهر شهمیرزاد از سال ۱۳۳۱ شمسی دارای شهرداری است (سال شهر شدن: ۱۳۰۶). در تقسیمات استانی سال ۱۳۸۶ با ارتقا یافتن مهدیشهر به شهرستان، شهمیرزاد نیز به مرکز بخش ارتقاء یافت. شهمیرزاد در سال‌های قبل از ۱۳۴۰ شمسی بخشی از شهرستان قائمشهر بود ولی در تقسیمات استانی انجام شده در سال ۱۳۴۰ شمسی و پس از جدا شدن شهرستان سوادکوه از شهرستان قائم شهر؛ از استان مازندران جدا شد و به «فرمانداری کل سمنان» منضم گردید. سمنان در آن زمان استان نبود و به عنوان فرمانداری کل که از استان دوم منفک شده بود، شناخته می‌شد و در سال ۱۳۵۵ شمسی به استان تبدیل شد. استان مازندران در فاصله سال‌های ۱۳۱۶ تا ۱۳۳۹ شامل استان‌های کنونی سمنان و گلستان و مازندران به انضمام شهرستان‌های کاشان و قم و تهران بود در سال ۱۳۴۰ طبق تصویب‌نامه هیئت وزیران سمنان و دامغان و شاهرود و بسطام و سنگسر،  سرخه و شهمیرزاد و نقاط تابعه آنها از مرزهای مازندان مجزا و از نظر تقسیمات کشوری به نام فرمانداری کل سمنان نامگذاری شد و مرکزیت آن در شهر سمنان تعیین و مستقر گردید. در سال ۱۳۵۵ طبق تصمیم دولت وقت، فرمانداری کل سمنان به استان سمنان تبدیل شد.

## تاریخ و جغرافیا[ویرایش]
شهمیرزاد که از دوره قاجار به این نام موسوم گردید در گذشته جزء حکومت طبرستان بود که از اواخر عهد هخامنشی در منطقه آمل تا شمال سمنان حکومت می‌کردند. بنا به روایت تاریخ طبرستان ابن اسفندیار و تاریخ قومس عبدالرفیع حقیقت و سایر مدارک تاریخی نام قدیم شهمیرزاد شهمار، سهار، شهار و شامار ذکر گردیده‌است. برخی به استناد به سفرنامه ابن بطوطه گفته‌اند که شهمیرزاد «چهار کوه» نامیده می‌شد و برخی نیز از قول دکتر صفا نقل کرده‌اند که شهمیرزاد در گذشته «کهر» نام داشته‌است. در لغت نامه دهخدا، شهمیرزاد برگرفته از «شمرزاد» به معنی سرزمین دارای حوضچه و آبگیر فراوان ذکر شده و نیز برخی آن را متناسب با شمیران یعنی منطقه سردسیر می‌دانند؛ بنابراین روایات چنین استنباط می‌شود که شهمیرزاد دارای قدمت سه هزار ساله است که حتی قبل از مهاجرت آریایی‌ها به ایران منطقه ای آباد بوده و وجود جشمه سارهایی به نام ارشک و اشکش که از نام‌های دوران اشکانی است، قدمت شهمیرزاد و آبادی آن از دوران اشکانیان و حتی قبل از آن را تأیید می‌کند. راه‌های ارتباطی شهر عبارتند از راه ۲۴ کیلومتری شهمیرزاد به مهدیشهر و سمنان راه ۱۷۰ کیلومتری به ساری و ۵۵ کیلومتری به دوآب در استان مازندران که نزدیکترین راه شهمیرزاد به استان مازندران به‌شمار می‌رود.
دهستان پشتکوه یکی از دهستان‌های بخش شهمیرزاد در استان سمنان ایران است.
این دهستان در بخش شهمیرزاد جای دارد. بر اساس سرشماری سال ۱۳۸۵، جمعیت این دهستان ۱٬۸۲۵ نفر (۵۶۱ خانوار) بوده است. ناحیه مهدیشهر(سنگسر) تا قبل از شهریور ۱۳۲۰ دارای فرمانداری نظامی بود که بخش دودانگه و چهاردانگه و نقاط دیگری از شهرستان ساری سابق جزء آن بوده است.
مرکز دهستان پشتکوه، روستای فولادمحله است و دیگر روستاهای مسکونی آن از این قرارند:
- سرخده
- ملاده
- پرور
- ده‌صوفیان
- تلاجیم
- تمام‌کوه
- رودبارک بالا
- رودبارک پایین
- مزرعه سراور
- شلی
- فنسک
- کاورد
- کلیم
- رسم رودبار

دهستان چاشم یکی از دهستان‌های بخش شهمیرزاد در استان سمنان ایران است. این دهستان در بخش شهمیرزاد جای دارد و از سمت غرب به شهرستان فیروزکوه در استان تهران و از سمت شمال به سوادکوه و دودانگه در استان مازندران و از شرق به شهرستان دامغان و از جنوب به شهرستان مهدیشهر متصل می‌گردد. بر اساس سرشماری سال ۱۳۸۵، جمعیت این دهستان ۱٬۸۷۴ نفر بوده‌است.
مرکز این دهستان، روستای چاشم است و دیگر روستاهای مسکونی آن از این قرارند:
- چاشم
- اساران
- حمیدیه
- دزگره افشار پایین
- دشت گنبد
- آرتد
- دشت سفید
- هیکوه
- اوپرت
- اژگوی